# 王继恭
王继恭（？—939年8月29日），五代十国時期人物，祖籍光州固始（今河南省固始县），闽惠宗王延钧之子。母亲劉華。
王继恭官至试大理评事。通文年间，官至威武军节度使。康宗王继鹏派他上书后晋告知嗣位之事。第二年，后晋封王继恭为临海郡王。939年，连重遇之乱，杀死王继鹏，王继恭和诸王一起在陁庄被杀。